# George Bellas Greenough
George Bellas Greenough, FRS ( Londres, 18 de enero de 1778 - Nápoles, 2 de abril de 1855),  fue un  geólogo inglés, que participó en los debates ocurridos en la entre uniformistas y catastrofistas, refutando las teorías uniformistas de Charles Lyell y apoyando la idea de que las formaciones geológicas eran fruto de eventos únicos y violentos.

## Biografía
Se educó en Eton, y continuó sus estudios (1795) en el Pembroke College de Oxford, pero nunca terminó la carrera. En 1798 continuó sus estudios legales en Gotinga, pero habiendo asistido a las conferencias de Blumenbach se sintió atraído por el estudio de la historia natural. Habiendo sido beneficiado por una herencia, abandonó la ley y dedicó su atención a la ciencia
Éstudió mineralogía en la Universidad de Friburgo. Viajó por Europa y las islas británicas, y trabajó como químico en el Royal Institute.
Durante una visita a Irlanda despertó su interés por los asuntos políticos, siendo elegido en 1807 como miembro del parlamento por el distrito municipal de Gatton, cargo en el que permaneció hasta 1812.
Su pasión por la geología aumentó con el tiempo.
En 1819 publicó A Critical Examination of the First Principles of Geology. El mismo año terminó su mapa geológico de Inglaterra y Gales. Realizó un mapa geológico de la India, que terminó en 1854, tras once años de trabajo.

## Algunas publicaciones
- ——— (1840), Memoir of a Geological Map of England (2ª edición), Londres: Richard and John E. Taylor.

## Honores
Fue elegido miembro de la Royal Society en 1807, y fue uno de los fundadores principales de la Geological Society de Londres, el mismo año. Fue el primer presidente de aquella sociedad.